# Shunmugham Subramani
Shunmugham Subramani, né le 5 août 1972 à Singapour, est un footballeur international singapourien. Il évoluait au poste de défenseur.

## Biographie

### Carrière en équipe nationale
Shunmugham Subramani joue son premier match en équipe nationale le 27 juin 1996 lors d'un match des éliminatoires de la Coupe d'Asie 1996 contre la Birmanie (victoire 4-0). Il reçoit sa dernière sélection, le 4 février 2007 lors d'un match du Championnat d'Asie du Sud-Est 2007 contre la Thaïlande (1-1). 
Avec la sélection singapourienne, il joue 12 matchs comptant pour les tours préliminaires de la coupe du monde, lors des éditions 1998, 2002 et 2006.
Le 6 février 2006, il honore sa 100e sélection lors d'un match amical face à l'Oman (défaite 1-0). Au total, il compte 115 sélections officielles et 0 but en équipe de Singapour entre 1996 et 2007.

## Palmarès

### En club
- Avec le Tanjong Pagar United :
  - Vainqueur de la Coupe de Singapour en 1998

- Avec le Home United :
  - Champion de Singapour en 1999 et 2003
  - Vainqueur de la Coupe de Singapour en 2000, 2001, 2003 et 2005

### En sélection nationale
- Vainqueur du Championnat d'Asie du Sud-Est en 1998, 2004 et 2007

### Distinctions personnelles
- Meilleur joueur du Championnat de Singapour en 1998